# Икарус Кошава
Икарус Кошава је двоседа такмичарска једрилица дрвене конструкције са неувлачивом амортизованом скијом за слетање испод трупа. Производила се у фабрици Икарус у Земуну.

## Развој
Охрабрени успехом високоспособне једрилице Орао инжењера Цијана и Обада, конструкторски тим Милош Илић и Адријан Кисовец су на основу свог дипломског рада на Машинском факултету конструисали 1951. године двоседу такмичарску једрилицу Кошава намењену брзим и дугим прелетима, а која је коришћена и као прелазна једрилица за високоспособне једноседе. Први прототип, направљен у прототипској радионици фабрике „Икарус”, први пут је полетео 26. марта 1953. године са Божидаром Комацом за командама. Исте године на Државном првенству у Борову, Б. Комац осваја прво место, а у кратком времену овом једрилицом оборени су скоро сви државни рекорди у класи двоседих једрилица. Поред ове направљено је још три верзије једрилице Кошава које су носиле ознаку године када су направљене. Разматрана је могућност развоја пластичне верзије под називом Кошава 2. у вршачкој фабрици авиона и једрилица „Јастреб”.

### Технички опис
Кошава је била једрилица мешовите конструкције (дрво и платно). Труп јој је био елипсастог облика обложен оплатом од шпера (полу монокок). На предњем делу трупа је била смештена пилотска кабина са два пилотска седишта у тандем распореду и покривана поклопцем од плексигласа из четири дела. Поклопци су се отварали на страну а имао је окове који су омогућавали његово лако одбацивање у случају ванредне опасности. Једрилица је била опремљена најосновнијим инструментима за дневно летење. Као стајни трап овој једрилици је служио клизач причвршћен амортизерима од тврде гуме. На репу једрилице налазила се еластична дрљача.
Форма крила је била благо изломљена (галебова крила), док је облик био трапезаст са заобљеним крајевима. Самоносећа крила су постављена на средини трупа тако да је летилица била класификована као средњокрилни моноплан. Носећа конструкција крила је била дрвена са две рамењаче, са предње стране обложена дрвеном лепенком а задње ивице крила и управљачке површине пресвучене су импрегнираним платном.
Конструкција хоризонталног и вертикалног стабилизатора као и кормила били су изведени као и крило.

### Варијанте једрилица
- Кошава - Прва оригинална верзија из 1953. године
- Кошава II - верзија са промењеним крилом распон 18 m
- Кошава 57 - верзија која се производила 1957. године
- Кошава 60 - верзија која се производила 1960. године

## Карактеристике
Карактеристике наведене овде се односе на једрилицу Икарус Кошава а према изворима
| Финеса      | 1 : 33,5 при брзини 87 km/h |
| Перформансе | - минимална брзина 53 km/h - максимална брзина 220 km/h - минимално пропадање 0,66 m/s при брзини 75 km/h                                           |
| Димензије   | - размах крила 19,13 m - дужина 8,33 m - површина крила 17,30 m² - аеропрофил крила Göttingen 549 / CAGI 731-M - макс. оптеречење крила; 27,2 kg/m² |
| Маса        | - сопствена 336 kg - полетна 575 kg - водени баланс; нема                                                                                           |

## Успеси
Једрилица Кошава је најтрофејнија наша ваздухопловна једрилица. Најсветлији тренутак догодио се 1954. на Светском првенству у Енглеској где су југословенски једриличари Божидар Комац и Звонимир Рајин летећи на другом прототипу (регистрација YU-5023) освојили прво место што је највећи успех југословенског једриличарства свих времена. Такође, већ на следећем Светском првенству у Француској једриличари Звонимир Рајн и Васа Степановић заузели су друго место. Поред тога, са њом је оборен један светски рекорд и 11 државних рекорда за двоседе једрилице.

## Сачувани примерци
У фабрици „Икарус” у Земуну направљена су два примерка ове једрилице, а примерак изложен у Музеју ваздухопловства Икарус Кошава 60 (регистрација YU-5022, фабрички број 1) је једини сачуван. Расходован је 13. јула 1966. године и потом додељен Музеју. У депоу Музеја се налази и једрилица Кошава 2 која је направљена од фибергласа у ФАЈ Јастреб из Вршца.

## Земље које су користиле ову једрилицу
- Југославија
- Србија